# 荣州水库

榮州水庫

荣州水库（韓語：영주댐、榮州댐）為韩国庆尚北道荣州市平恩面乃城川上的建设中水库。在2016年建成后，中央线的繩文站-甕泉站段将会被淹没。

## 争议
部分居民认为水库的修建影响了自然环境，破坏了原有的文化财产。